# Fist Fight
Fist Fight é um filme de comédia americano de 2017 dirigido por Richie Keen e escrito por Van Robichaux e Evan Susser. Estrelado por Ice Cube, Charlie Day, Christina Hendricks, Jillian Bell e Tracy Morgan. Quando um professor da escola inconscientemente faz com que o outro professor seja demitido, ele é desafiado para uma luta na escola. O filme estreou em Los Angeles, no dia 13 de fevereiro de 2017, foi lançado nos cinemas nos Estados Unidos em 17 de fevereiro de 2017, e arrecadou  US$ 41 milhões em todo o mundo.

## Enredo
É o último dia antes das férias de verão na Roosevelt High School, e os alunos estão fora de controle, fazendo "pegadinhas veteranas" e criando o caos. Andy Campbell, um professor de inglês bem-educado da escola, e seus colegas membros do corpo docente estão tentando sobreviver ao dia caótico como o melhor que podem, mas, só o professor de história, Ron Strickland, é forte o suficiente para intimidar os alunos a se comportarem. Enquanto isso, Campbell está aguardando a notícia do nascimento de seu segundo filho com sua esposa Maggie. Campbell é informado por sua amiga, a conselheira Holly, sobre rumores de demissao de todos os departamentos. Dada a sua mulher grávida e a criança, isso torna Campbell extremamente ansioso.
Depois de evitar que Campbell caia em uma armadilha dos alunos, Strickland pede por sua ajuda na utilização de um antiquado sistema AV , que mantem-se desligando depois de um par de segundos. Campbell identificou um aluno, Neil, secretamente usando um aplicativo de controle remoto no seu smartphone para desligar o VCR. Furioso Strickland pega o telefone e o destrói. Neil, usa um telefone de um colega, desliga a TV novamente e enfurece Strickland, que pega um machado de incêndio e destrói a carteira do aluno. Tanto Campbell e Strickland são trazidos para a sala do diretor Tyler para discutir o assunto. Strickland avisa Campbell para manter o seu comportamento em segredo, mas depois de Tyler ameaça demiti-los se ninguém contasse, Campbell diz a verdade, resultando na demissão de Strickland do trabalho. Em retaliação, Strickland desafia Campbell para uma briga, depois da escola.

## Elenco
- Charlie Day como Andrew "Andy" Campbell, bem-educado professor de inglês
- Ice Cube como Ron Strickland, um professor de história e colega de Campbell
- Tracy Morgan como Treinador Crawford, um incompetente treinador do ginásio
- Jillian Bell como Conselheira Holly
- Christina Hendricks como Miss Monet, uma intensa professora de teatro que é atraída por Strickland
- Dean Norris como Diretor Richard Tyler, direto da escola
- Kumail Nanjiani como Oficial Mehar, um funcionário que não gosta de palavrões
- Dennis Haysbert como Superintendente Johnson
- JoAnna Garcia como Maggie Campbell, dedicada, amorosa e esposa grávida de Andy
- Kym Whitley como Operadora do 911
- Conphidance como Gangster
- Max Carver como Daniel
- Charlie Carver como Nathaniel
- Alexa Nisenson como Ally (filha de Andy e Maggie)
- Austin Zajur como Neil

## Produção
Em dezembro de 2013, foi anunciado que a New Line Cinema iniciou o desenvolvimento de Fist Fight, uma comédia dos escritores Van Robichaux e Evan Susser.
Em 9 de junho de 2015 foi anunciado que Ice Cube e Charlie Day eram parte do elenco e 21 Laps de Entrertainment produziria, juntamente com Shawn Levy, Billy Rosenberg e Max Greenfield. No dia 10 de julho, Richie Keen foi confirmado para dirigir o filme, enquanto que Dan Cohen foi definido para também produzir. Em 15 de setembro de 2015, Jillian Bell e Dean Norris também se juntavam ao elenco do filme, e em 21 de setembro de 2015, Tracy Morgan, JoAnna Garcia, e Dennis Haysbert juntaram-se ao elenco.Em 25 de setembro de 2015, de Christina Hendricks foi adicionado ao elenco, e Kym Whitley mais tarde foi confirmado para aparecer. A fotografia Principal do filme  começou em 28 de setembro de 2015, em Atlanta, Geórgia, e encerrou em 23 de novembro de 2015.

## Recepção

### Bilheteria
Fist Fight arrecadou US$ 32,2 milhões nos Estados Unidos e Canadá e US$ 8,8 milhões em outros territórios, para um total mundial de US$41 milhões.

### Crítica
No Rotten tomatoes, o filme tem um índice de aprovação de 28%, com base em 112 avaliações e uma avaliação média de 3,9/10. O consenso crítico do site diz, "Fist Fight possui um excedente de comédia muscular, mas falha preguiçosamente, e muito poucos de suas piadas terra força suficiente para mantê lo". No Metacritic, que atribui uma normalização de classificação para comentários, o filme tem uma pontuação 37 em cada 100 com base em 28 de críticas, indicando "geralmente comentários desfavoráveis". Audiências entrevistada pela CinemaScore , deu ao filme uma nota média de "B" em uma escala de A+ a F.